# The Mars Volta
The Mars Volta va ser una banda de rock americana formada l'any 2001 a El Paso, Texas. La banda estava formada per Omar Rodríguez-López (guitarra, productor, direcció), Cedric Bixler-Zavala (veu i lletrista), Juan Alderete (baix), Marcel Rodríguez-López (teclats, percussió) i Deantoni Parks (bateria). La banda es va formar arran de la desintegració de la banda anterior de Rodríguez-López i de Bixler-Zavala, At The Drive-In. Són coneguts pels seus concerts enèrgics i els seus àlbums conceptuals.
El 2009, la banda va guanyar un premi Grammy en la categoria de "Millor Interpretació de Hard Rock" de la cançó "Wax Simulacra". El 2008, van ser nomenats "Millor Banda Prog-Rock" per la revista Rolling Stone.
Al setembre de 2012, es va anunciar que The Mars Volta havia entrat en un recés, i que Rodríguez-López i Parks formarien un nou projecte, Bosnian Rainbows. Quatre mesos més tard, la banda va anunciar la seva separació, i Bixler-Zavala i posteriorment Alderete va formar una nova banda, Zavalaz.
Reunits en secret el 2019, Rodríguez-López i Bixler-Zavala van gravar un nou àlbum d'estudi, The Mars Volta amb Eva Gardner, Marcel Rodríguez-López i el bateria Willy Rodriguez Quiñones. La banda va anunciar la seva reunió després de deu anys d'inactivitat pública amb una instal·lació artística anomenada L'ytome Hodorxí Telesterion, el juny de 2022. Per al retorn en directe de la banda, el pianista de jazz Leo Genovese, la bateria Linda-Philomène Tsoungui i Josh Moreau es van afegir a la formació. El novè àlbum de la banda, Lucro Sucio; Los Ojos del Vacio, es va publicar l'abril de 2025.